# モンドラゴン (ヴォクリューズ県)
モンドラゴン （Mondragon）は、フランス、プロヴァンス＝アルプ＝コート・ダジュール地域圏、ヴォクリューズ県のコミューン。

## 地理
県北東部に位置する。
A7が、モンドラゴンを通る道路で最も有名である。県道26号線、44号線、152号線もまちに通じる。県道12号線は南北を軸としてまちの東部を通過する。A7はまちを通るが出口はない。最寄りの出口は北のボレーヌにある19番出口、南のピオランクにある20番出口である。
まちは東のユショー山地と西のローヌ川渓谷の間に位置する。
南北を軸としているドンゼール＝モンドラゴン運河（ローヌ川）がまちの西部を通る。まちの西側を通るレズ川はピエールラットを流れて最後に運河に合流する。
モンドラゴンの気候はオランジュの気候表に準ずる地中海性気候である。乾季が年2回あり（冬は短く夏は長い）、雨季が秋（激しい大雨がある）と春の2回ある。

## 歴史

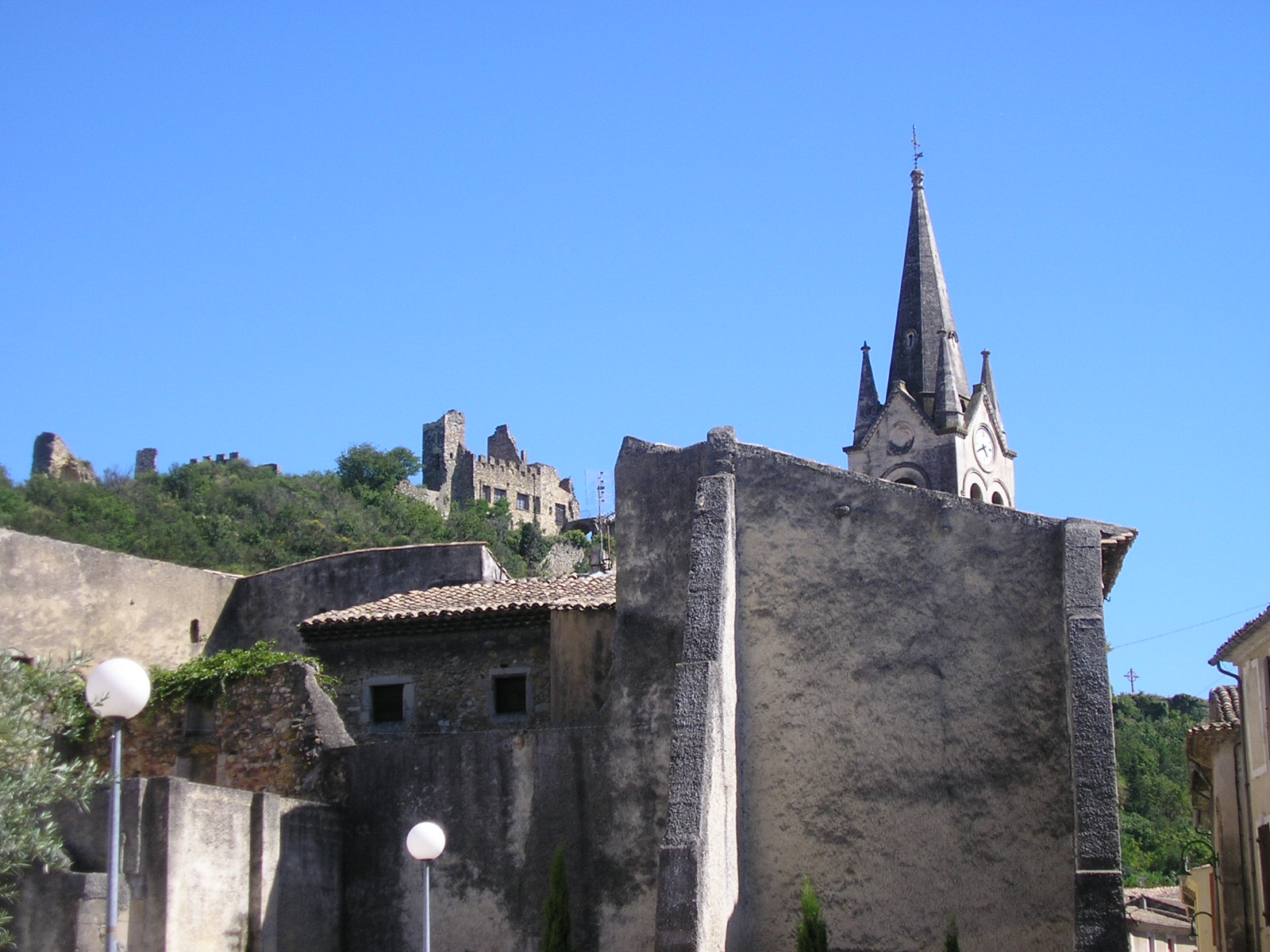
中世の町並み

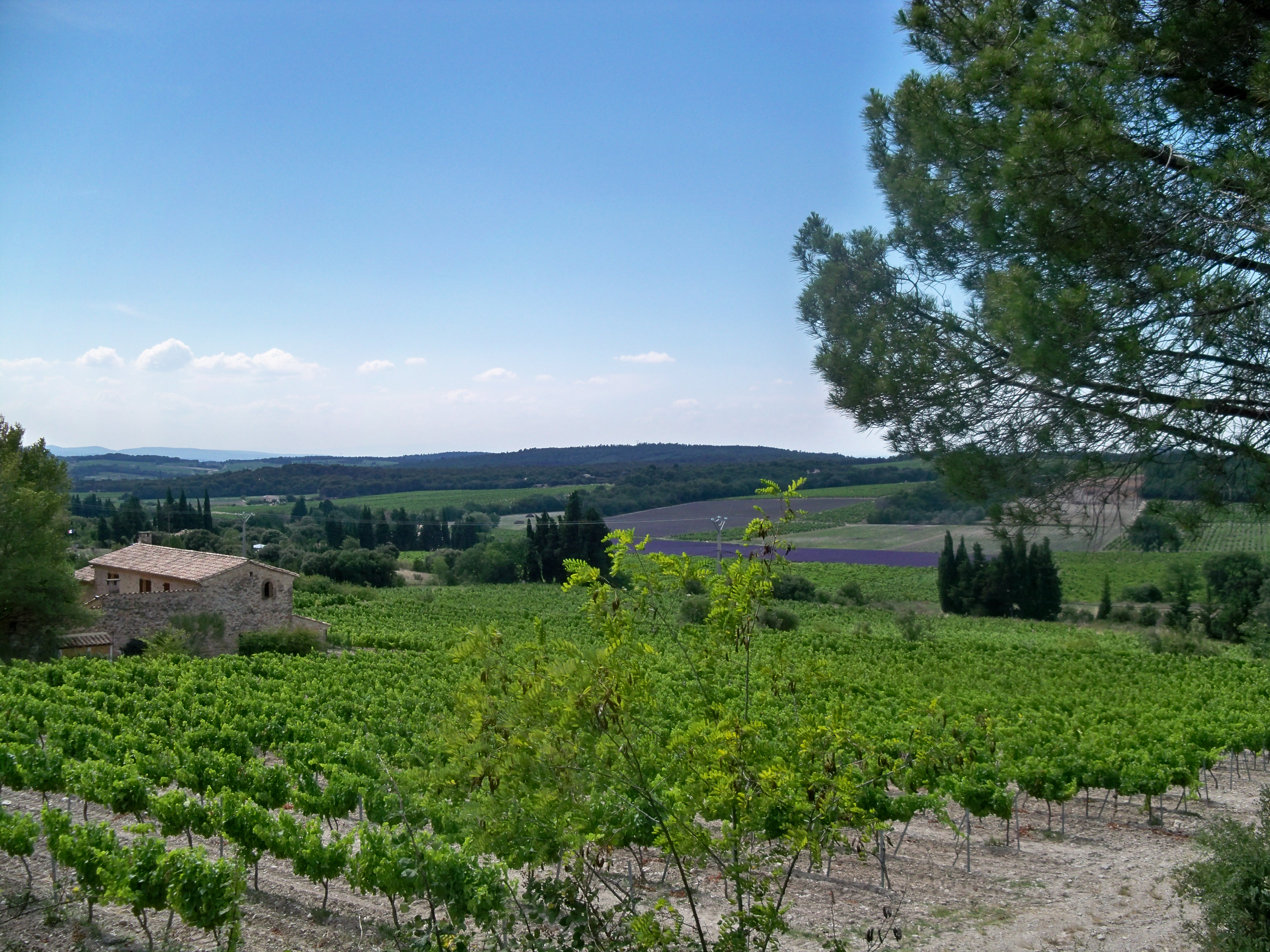
モンドラゴンのブドウ畑

新石器時代の土器がラ・ロック・シアン洞窟から発見されている。
ローマによる植民地化はサン・ジャン地区に重要な跡を残した。様々な建物の基礎に加え、高さ1.8mのガリア人戦士の像が発見された。像はカルヴェ・ダヴィニョン博物館に収蔵されている。
1114年、皇帝ハインリヒ5世はモンドラゴンに高い権利とアルル大司教座の司法権を授けた。まちには神聖ローマ帝国皇子の称号が与えられた · 。1143年、ギヨーム・ド・モンドラゴンは大司教座の臣下となった。
しかし12世紀初頭の憲章によると、まちはプロヴァンス伯レーモン・ド・トゥールーズの宗主権下にあったことを示している。プロヴァンス伯はドラゴネ家を家臣として認識しており、ドラゴネ家は自分たちの名を冠したカストゥルム、Mons Dragonisを丘の上に築いた。デルブー男爵領はオランジュ公国に属する飛び地であった。1128年のオランジュ公国の憲章では、デルブー男爵領がオランジュ公に忠誠を示した封土であると示している。プロヴァンス伯とアルル大司教間の闘争による影響が、何世紀にもわたって続いた。1178年、大司教の締めつけに抵抗して、トゥールーズ家はモンドラゴンに共同領主として通行料徴収所を与えた。14世紀に通行料徴収所は4箇所あった。
1224年、ドラゴネ家はアルル共和国のポデスタになった。アヴィニョンにローマ教皇が着座した影響から、モンドラゴンの属するカウンティを担当していたアンジュー家とアルル大司教との争いが緩和された。緊張が落ち着くと、オランジュ公としてボー家の跡を継いだシャロン家がデルブー男爵としてモンドラゴン領主となった。
次の世紀もこの宥和政策が続き、1510年以降デルブー男爵はアルマリックを封土として与えられ、モンドラゴンはオランジュ公に臣従した。
1536年、カール5世がプロヴァンスへ侵攻した時、エクサン＝プロヴァンス高等法院の議員たちはモンドラゴンへ逃げた。同年、フランソワ1世がオランジュ公国をフランスに併合した。1560年、フランソワ2世は決定を元に戻し、共同領主がオランジュ公の称号をフランス革命まで維持し続けた。
17世紀、シュズとロシュギュドがモンドラゴンの封土に加わった。デルブー男爵領はポール・ド・ミストラルの封土となった。
アルル大司教や、名目上の共同公に替わって公国を支配していた2人の受託者は、1710年に自らを首長とコンシュルとした。17年後、モンドラゴン公の称号を持つ共同領主は6人存在していた。
19世紀、ローヌ川の沖積平野に位置するコミューンでは、コムギ、アカネ、野菜、蚕の繭が生産されていた。コミューン東部の丘陵地帯では、鉱山から褐炭が掘られ、採石場からは砂岩も提供されていた。

## 経済
シャンブル・ドット（民宿）、ホテル、キャンプ場の存在で証明されるように、モンドラゴン経済において観光は重要な役割を果たしている。
モンドラゴンではAOC指定されているワイン、マッシフ・デュショー（fr）が生産されている。

## 人口統計
| 1962年 | 1968年 | 1975年 | 1982年 | 1990年 | 1999年 | 2006年 |
| ------ | ------ | ------ | ------ | ------ | ------ | ------ |
| 1945   | 2592   | 2399   | 2913   | 3118   | 3363   | 3523   |

参照元:1968年以降INSEE